# Miss Mondo 1960
Miss Mondo 1960, la decima edizione di Miss Mondo, si è tenuta l'8 novembre 1961, presso il Lyceum Theatre di Londra. Il concorso è stato presentato da Bob Hope. Norma Gladys Cappagli, rappresentante dell'Argentina è stata incoronata Miss Mondo 1960.

## Risultati
| Risultato finale | Concorrente |
| ---------------- | --- |
| Miss Mondo 1960  | - Argentina - Norma Gladys Cappagli |
| 2ª classificata  | - Israele - Gila Golan |
| 3ª classificata  | - Sudafrica - Denise Muir |
| 4ª classificata  | - Germania - Ingrun Helgard Möckel |
| 5ª classificata  | - Stati Uniti - Judith Ann Achter |
| Top 10           | - Brasile - Maria Edilene Torreão - Corea del Sud - Lee Young-hee - Irlanda - Irene Ruth Kane - Italia - Layla Rigazzi - Regno Unito - Hilda Fairclough |
| Top 15           | - Canada - Danica d'Hondt - Francia - Diane Medina - Giappone - Eiko Murai - Norvegia - Grethe Solhoy - Rhodesia Meridionale - Jenny Lee Scott          |

## Concorrenti
- Argentina - Norma Gladys Cappagli
- Australia - Margaret Pasquil Nott
- Belgio - Huberte Box
- Birmania - Ma Sen Aye
- Bolivia - Dalia Monasteros Thornee
- Brasile - Maria Edilene Torreão
- Canada - Danica d'Hondt
- Cipro - Mary Mavropoulos
- Corea del Sud - Lee Young-hee
- Danimarca -  Lise Bodin
- Ecuador - Maria Rosa Rodriguez Vascones
- Finlandia - Margaretha Schauman
- Francia - Diane Medina
- Germania - Ingrun Helgard Möckel
- Giappone - Eiko Murai
- Giordania - Eriny Emile Sebella
- Grecia - Kalliopi Geralexi
- India - Iona Pinto
- Irlanda - Irene Ruth Kane
- Islanda - Kristin Thorvaldsdóttir
- Israele - Gila Golan
- Italia - Layla Rigazzi
- Kenya - Jasmine Batty
- Libano - Giséle Nicolas Naser
- Lussemburgo - Liliane Mueller
- Madagascar - Rajaobelina Bedovoahangy
- Nicaragua - Carmen Isabel Recalde
- Norvegia - Grethe Solhoy
- Paesi Bassi - Carina Verbeck
- Regno Unito - Hilda Fairclough
- Rhodesia Meridionale - Jenny Lee Scott
- Spagna - Concepción Molinera Palacios
- Stati Uniti -  Judith Ann Achter
- Sudafrica - Denise Muir†
- Svezia - Barbro Gunilla Olsson
- Tahiti - Teura Bouwens
- Tanganica - Carmen Lesley Woodcock
- Turchia - Nebahat Çehre
- Uruguay -  Beatriz Benitez